# Trimorphodon quadruplex
Espèce
Synonymes
- Trimorphodon biscutatus quadruplex Smith, 1941

Statut de conservation UICN

 LC  : Préoccupation mineure
Trimorphodon quadruplex  est une espèce de serpents de la famille des Colubridae.

## Répartition
Cette espèce est endémique du Nicaragua.

## Publication originale
- Smith, 1941 : Notes on the snake genus Trimorphodon. Proceedings of the United States National Museum, vol. 91, p. 149-168 (texte intégral).